# Stanisław Wrona (1896–1952)
Stanisław Wrona, ps. Brzózka (ur. 23 kwietnia 1896 w Sidzinie, zm. 2 grudnia 1952 w Warszawie) – kapitan dyplomowany piechoty Wojska Polskiego, działacz niepodległościowy, prawnik, ekonomista, historyk wojskowości, urzędnik państwowy, starosta grodzki łódzki (1934–1936).

## Życiorys
Pochodził z chłopskiej rodziny Szczepana i Agnieszki z Bugajów. W 1914 ukończył V gimnazjum w Krakowie. W okresie szkolnym wstąpił do Związku Strzeleckiego, a w 1913 powołał jego oddział w Sidzinie. Należał również do Związku Walki Czynnej.
10 lutego 1915 został wcielony do cesarskiej i królewskiej Armii i przydzielony do Batalionu Strzelców Polnych Nr 13. W tym samym roku odbył kurs w szkole oficerów rezerwy. 10 lipca 1916 został ranny w boju i skierowany na hospitalizację. Następnie był komendantem plutonu w kompanii karabinów maszynowych. W 1917 został ponownie ranny. Na stopień porucznika rezerwy został mianowany ze starszeństwem z 1 lutego 1917.
W Wojsku Polskim pełnił służbę w 20 pułku piechoty. 3 maja 1922 został zweryfikowany w stopniu kapitana ze starszeństwem od 1 czerwca 1919 i 932. lokatą w korpusie oficerów piechoty. W 1926 został przydzielony z macierzystego pułku do 6 Dywizji Piechoty w Krakowie. 23 grudnia 1927 został przeniesiony do kadry oficerów piechoty z pozostawieniem na dotychczas zajmowanym stanowisku. 2 listopada 1928 został powołany do Wyższej Szkoły Wojennej w Warszawie, w charakterze słuchacza kursu 1928/30. Po ukończeniu I roku nauki został wysłany do École Supérieure de Guerre w Paryżu. Z dniem 1 listopada 1931, po ukończeniu studiów i otrzymaniu dyplomu naukowego oficera dyplomowanego, został przeniesiony do Centrum Wyszkolenia Piechoty w Rembertowie na stanowisko wykładowcy. Z dniem 1 grudnia 1933 został przydzielony do dyspozycji Ministerstwa Spraw Wewnętrznych na sześć miesięcy. Z dniem 1 czerwca 1934 przedłużono mu przydział o jeden miesiąc. Z dniem 30 czerwca 1934 został przeniesiony do rezerwy z jednoczesnym przeniesieniem w rezerwie do 28 pułku piechoty w Łodzi.
W 1919 ukończył kurs abiturientów przy Akademii Handlowej w Krakowie, gdzie zdał egzamin maturalny, uzupełniony kwalifikacjami I st. dla księgowych. W 1920–1924 studiował prawo na Uniwersytecie Jagiellońskim, które zakończył doktoratem (12 czerwca 1925). W 1926 ukończył dwuletnie studia ekonomiczne oraz Szkołę Nauk Politycznych w Krakowie.
Po przeniesieniu do rezerwy rozpoczął pracę w administracji cywilnej. 1 lipca 1934 został powołany na starostę grodzkiego w Łodzi. Urząd ten sprawował do 22 października 1936. Następnie został naczelnikiem Wydziału Bezpieczeństwa (późniejszy Wydział Społeczno-Polityczny) Urzędu Wojewódzkiego Łódzkiego z promocją na stanowisko wicewojewody w przypadku jego opróżnienia. Jako pełnomocnik MSW sprawował kontrolę nad działaniami związanymi z rozpracowaniem środowisk komunistycznych w Łodzi. We wrześniu 1939 ewakuował się z urzędem do Zaleszczyk, skąd przedostał się do Krakowa. Poszukiwany listem gończym przez niemieckie władze okupacyjne, został aresztowany i osadzony w obozie koncentracyjnym Gross-Rosen.
W 1945 powrócił do kraju i podjął pracę jako główny księgowy w Kombinacie Metalurgicznym im. W. I. Lenina Kraków – Nowa Huta. Następnie pracował na tym samym stanowisku w Zakładach Lotniczych w Mielcu. W 1948 został aresztowany przez funkcjonariuszy Ministerstwa Bezpieczeństwa Publicznego. Na podstawie decyzji Wojskowej Prokuratury Rejonowej w Łodzi 28 stycznia 1949 został zwolniony z aresztu w Łodzi i przekazany pod dozór KM MO w Krakowie. Ponownie aresztowany we wrześniu 1951, był przetrzymywany w siedzibie WUBP w Łodzi, a następnie w więzieniu Warszawa–Mokotów.
Zmarł w wyniku ran doznanych w trakcie przesłuchań. Został pochowany na cmentarzu Bródnowskim w Warszawie, następnie jego szczątki złożono na cmentarzu Rakowickim w Krakowie.
17 kwietnia 1927 ożenił się ze Stefanią z Olszańskich 1. v. Kotz.

## Ordery i odznaczenia
- Medal Niepodległości (9 grudnia 1933)[15][16][1][17]
- Srebrny Krzyż Zasługi (10 listopada 1928)[18]
- Medal Pamiątkowy za Wojnę 1918–1921
- Medal Dziesięciolecia Odzyskanej Niepodległości
- Krzyż Kawalerski Orderu Korony Rumunii (Rumunia, 1926)[19]
- Krzyż Zasługi Wojskowej 3 klasy z dekoracją wojenną i mieczami (Austro-Węgry)[2]
- Srebrny Medal Waleczności 1 klasy (Austro-Węgry)[2]
- Krzyż Wojskowy Karola (Austro-Węgry)[2]

## Twórczość
- Zarys historji wojennej 20-go pułku piechoty Ziemi Krakowskiej. Warszawa: Wojskowe Biuro Historyczne, 1928, seria: Zarys historii wojennej pułków polskich 1918–1920.